# Lijst van rijksmonumenten in Alphen (Gelderland)
De plaats Alphen telt 6 inschrijvingen in het rijksmonumentenregister. Hieronder een overzicht.
| Object                        | Oorspronkelijke functie?  | Bouwjaar               | Architect | Locatie          | Coördinaten?                  | Nr.?   | Afbeelding                    |
| ----------------------------- | ------------------------- | ---------------------- | --------- | ---------------- | ----------------------------- | ------ | ----------------------------- |
| Dijkmagazijn                  | Opslag                    | 1850-1875              |           | Kerkdijk bij 3   | 51° 49' 10" NB, 5° 28' 27" OL | 523079 | Meer afbeeldingen             |
| R.K. Kerk van de H. Lambertus | Kerk en kerkonderdeel     | 1930                   | H.W. Valk | Kerkstraat 5     | 51° 49' 17" NB, 5° 28' 23" OL | 8197   | R.K. Kerk van de H. Lambertus |
| Toren H. Lambertuskerk        | Kerk en kerkonderdeel     |                        |           | Kerkstraat bij 5 | 51° 49' 17" NB, 5° 28' 23" OL | 8198   | Meer afbeeldingen             |
| Gepleisterd dijkboerderijtje  | Boerderij                 | 18e eeuw               |           | Molendijk 12     | 51° 48' 58" NB, 5° 27' 59" OL | 8199   | Meer afbeeldingen             |
| Tot Voordeel en Genoegen      | Industrie- en poldermolen | 1798                   |           | Molendijk 15     | 51° 48' 55" NB, 5° 27' 47" OL | 8200   | Meer afbeeldingen             |
| Hervormde kerk                | Kerk en kerkonderdeel     | midden van de 19e eeuw |           | Schoolstraat 3   | 51° 49' 14" NB, 5° 28' 24" OL | 8201   | Meer afbeeldingen             |